# Tamias cinereicollis
Tamias cinereicollis е вид бозайник от семейство Катерицови (Sciuridae).